# Baphia bipindensis
Espèce
Synonymes
- Baphia bipindensis Harms[2]
- Baphia hylophila Harms[2]

Baphia bipindensis Harms est espèce de plantes à fleurs de la famille des Fabaceae selon la classification phylogénétique. C'est un arbre trouvé en Afrique.
L'épithète spécifique bipindensis fait référence à Bipindi, une localité au sud du Cameroun.